# Robot Kismet

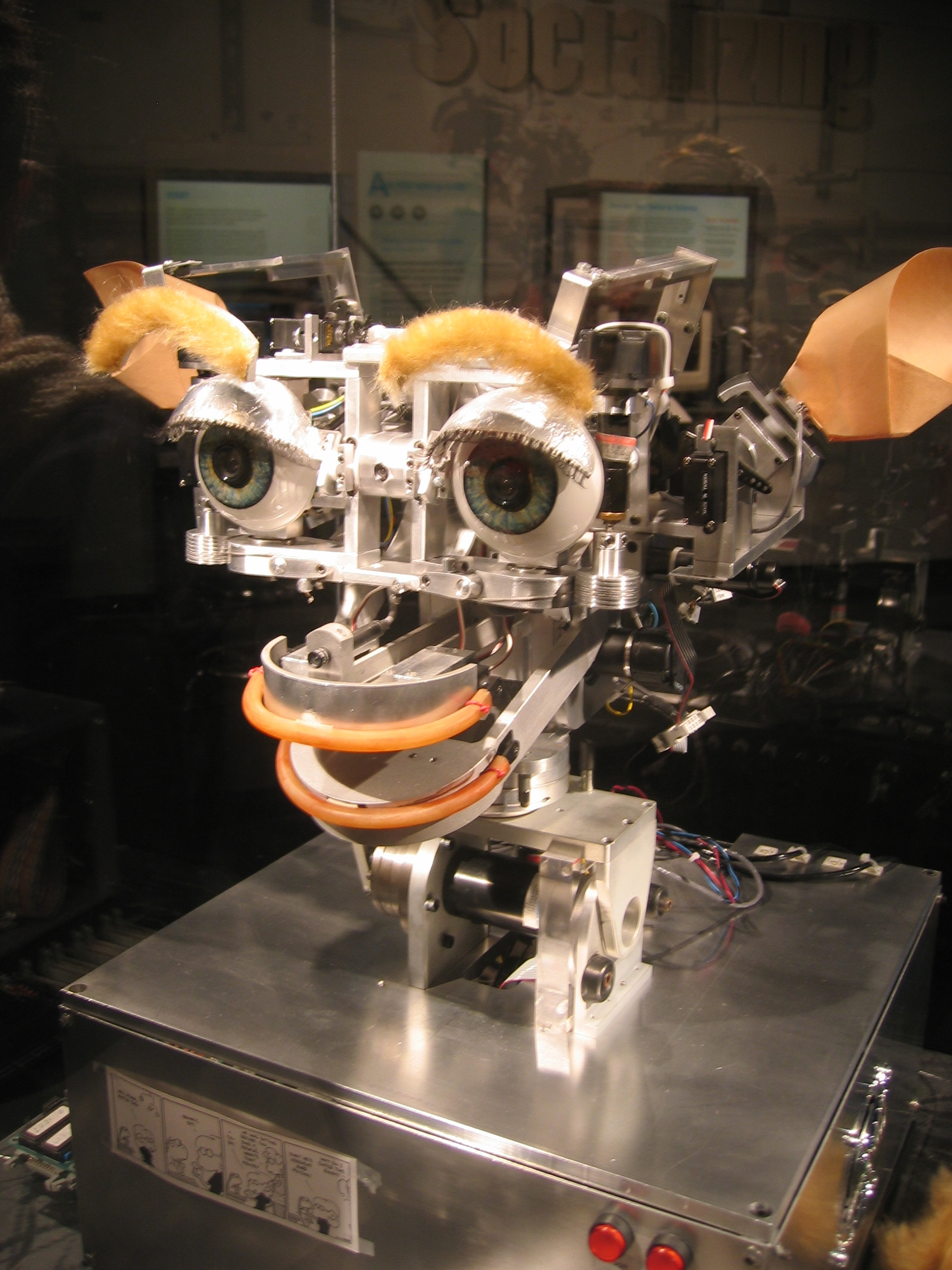
Se puede encontrar a Kismet en el MIT Museo en Cambridge, Massachusetts, Estados Unidos.

Kismet es un robot que solo posee cabeza, creado en el MIT Instituto de Massachusetts de Tecnología en la década de 1990. 

## Diseño de hardware y construcción
En orden para que Kismet interacciones correctamente con seres humanos,  contiene dispositivos de entrada que le dan capacidades auditivas, visuales, y de proprioception. Kismet Simula emoción a través de varias expresiones faciales, vocalizaciones, y movimientos. Las expresiones faciales las realiza a través de movimientos de las orejas, cejas, pestañas, labios, mandíbula, y cabeza. El coste de los materiales físicos usados en este proyecto fue de unos $25,000 Dólares Americanos.
Además de lo mencionado anteriormente, Kismet cuenta con cuatro ordenadores Motorola 68332s, nueve 400 MHz PCs, y otro 500 MHz PC.

## Sistema de software
El software de inteligencia social de Kismet fue diseñado a través de modelos de comportamiento de humanos con mentes inteligentes. Este posee seis subsistemas que son los siguientes.

### Sistema de extracción de característica de nivel bajo
Este sistema procesa información visual cruda y auditiva de cámaras y micrófonos. El sistema de visión de Kismet posee detección de ojo, detección de movimiento y, aunque controversial, también posee detección del color de piel. Siempre que Kismet mueve su cabeza, él momentáneamente desactiva su sistema de detección del movimiento para así evitar detectar su propio movimiento. El robot también utiliza su cámaras para estimar la distancia de un objeto en su campo visual, por ejemplo para detectar amenazas como objetos grandes, que se estén moviendo cerca de él.
El sistema de audio de Kismet esta principalmente preparado para identificar el discurso que recibe un niño.  En particular,  pueda detectar cinco tipos diferentes de discurso afectivo: aprobación, prohibición, atención, comodidad, y neutro. El sistema afectivo estuvo creado como sigue. Las características de bajo-nivel como la energía (volumen) estuvieron extraídas de muestras de discursos grabados. Las clases de afecto fueron modeladas a través del modelo de mezcla gaussiana y entrenadas con las muestras que utiliza la expectativa-algoritmo de maximización. La clasificación de la afección está hecha en distintas etapas, primero clasificando una pronunciación a uno de dos grupos generales (p. ej. calmada/neutral vs. aprobatoria/de atención/de prohibición) y después haciendo una clasificación más detallada. Este método mejora distintivamente la performance que tiene el robot para distinguir entre distintos tipos de interacciones, como la aprobación, ("eres un robot listo ") o la atención ("¡Oye Kismet!").

### Sistema de motivación
La idea de la Dr. Breazeal es representar su relacione con el robot como lo hace un padre (o un cuidador) con su hijo (niño). La idea general de la relación del robot con el humano es hacer que el robot aprenda y se desarrolle como lo hace un niño. Esto nos muestra las capacidades que tiene Kismet, que a través de sus emociones y expresiones faciales, nos muestra su estado de animo. Como señala la Dr. Brazeal explicando el comportamiento de Kismet: "Esto es rabia  (risa), rabia extrema, asco, emoción, miedo, esto es felicidad , esto es interés , esto es tristeza,  sorpresa, esto es que está cansado, y esto uno que tiene sueño ."
Kismet en cualquier momento puede cambiar de estado emocional. Sin embargo la Dr. Breazeal aclara que Kismet sigue siendo un robot, no es consciente, por ende no posee sentimientos.

### Sistema Motor
Kismet Habla un lenguaje con una variedad de fonemas, similares a un bebe.. Utiliza el sintonizador de voz DECtalk, y tiene cambios de tonos, pausas, articulaciones, etc. para así dar a conocer sus emociones. La entonación suele variar entre preguntas y declaraciones. La sincronización del labio es importante para otorgarle realismo a Kismet, y los desarrolladores utilizaron una estrategia de animación: "la simplicidad es el secreto para una animación de labio exitosa". Por esto, no intentaron imitar los movimientos del labio a la perfección, En cambio, crearon un sistema para el movimiento de labios que no es perfecto, pero pasa desapercibido por el ojo humano.